# Буймир (притока Боромлі)
Буймир — річка в Україні, у Тростянецькійміській громаді Охтирського району Сумської області. Права притока Боромлі (басейн Дніпра).

## Опис
Довжина річки 12 км., похил річки — 2,4 м/км. Площа басейну 82,8 км².

## Розташування
Бере початок у селі Буймер. Тече переважно на південний схід і біля села Олексине впадає у річку Боромлю, праву притоку Ворскли.
Населені пункти вздовж берегової смуги: Скрягівка, Новоселівка, Білка.

## Притоки

### Праві
- Яр В'язовий - впадає на південній околиці села Буймер
  - Яр Осичний - ліва притока Яру В'язового
- Яр Зубівський - починається біля села Виноградне, тече на північний захід через село Зубівка і впадає у Буймер у селі Новоселівка
- Яр Дубовий - впадає на південно-західній околиці села Білка

### Ліві
- Балка Пугачова - впадає у селі Буймер
- Балка Манилова - впадає у селі Скрягівка
- Яр Диркамосів - впадає у селі Новоселівка